# Antoni Soler i Ramos
Antoni Soler i Ramos, també conegut com a Pare Soler (Olot, Garrotxa, batejat el 3 de desembre de 1729 – El Escorial, Castella, 20 de desembre de 1783), fou un compositor i organista català, un dels màxims representants de la música per a teclat de la península Ibèrica en l'estil a cavall entre el Barroc i el Classicisme. És conegut especialment per les cèlebres sonates per a clavicèmbal i per la música de cambra. També va compondre una extensa obra vocal escrita al llarg de les tres dècades que va passar al monestir de l'Escorial.

## Biografia
Els seus pares, Mateu Soler i Maria-Teresa Ramos, vivien de feia poc a Olot quan Antoni hi va néixer. Maria Teresa s'havia casat a Daroca (Aragó), d'on era filla, amb Mateu, natural de Porrera (el Priorat). El pare era músic de la Banda del regiment militar de Numància i en traslladar-se aquest regiment, de Daroca a Olot, tota la família Soler també s'hi traslladaria. Del pare va rebre les primeres lliçons de música. A sis anys entrà a formar part de l'escolania de Montserrat, on tingué com a mestre el pare Benet Esteve mentre que Benet Valls hi era organista. Sota la tutela de tots dos Soler va estudiar el solfeig, en primer lloc, i de l'orgue i la composició posteriorment. A l'escolania va romandre entre vuit i deu anys; abans de fer els disset anys la va abandonar: aquesta era l'edat límit de permanència en l'escolania.
El 1746 guanyà la plaça de mestre de capella a la seu de Lleida i abandonà el monestir. Sembla que també exercí de mestre de capella a la catedral de la Seu d'Urgell. El setembre de 1752 es trasllada al Monestir d'El Escorial on professa com a monjo jerònim. Gràcies als contactes amb la cort, completà la seva formació amb Domenico Scarlatti i José de Nebra i fou nomenat professor de música de l'infant Gabriel de Borbó, fill de Carles III.
Soler va ser actiu en altres àmbits. Mostrava una afició per les matemàtiques, que va fer servir tant en la seva obra teòrica, com en la construcció d’un instrument propi, de tecla i corda que va anomenar afinador o templante.

## Obra musical
| Sonata en re major número 84, per a teclat                                 |
|                                                                            |
|                                                                            |
|                                                                            |
| Fragment del concert per a dos instruments de tecla, número 1, en do major |
|                                                                            |
|                                                                            |
|                                                                            |

Va escriure gran quantitat d'obres tant religioses com profanes. És un dels compositors europeus més importants de la segona meitat del segle xviii i la seva obra s'ha difós per tot el món d'ençà dels anys 1930.
La seva producció musical s'enquadra en l'època de transició del Barroc al Classicisme, en l'anomenat estil galant, i està clarament dominada per les obres per a teclat. A més a més, també redactà una obra teòrica titulada Llave de la modulación y antigüedades de la Música (1762). Dins la seva producció destaquen:
- Més de dues-centes sonates per a clavicèmbal
- 6 quintets per a cordes i teclat.
- 6 concerts per a dos teclats.
- 9 misses.
- 25 himnes religiosos.
- 5 rèquiems.
- 60 psalms.
- 13 magnificats.
- 21 obres per al servei de difunts.
- 5 motets.
- 132 villancets.

Com a organista, també es va interessar per la construcció d'orgues. Destaca la seva activitat creadora, que podem dividir en sis apartats:
Música vocal en llatí: seguint dues branques. En primer lloc, d'estil polifònic, encara que la major part de l'obra vocal religiosa en llatí es troba en el segon tipus, l'estil modern o harmònic.
Música vocal en espanyol: un total de 125 villancets en què el principi essencial de l'estructura és la formació d'una gran forma composta de diverses parts en les quals es fa servir diferents recursos compositius; combina fragments corals i solistes, instrumentals i vocals. Sol repetir o seqüenciar temes breus com a fórmula compositiva. Diferenciem dos tipus de villancets a la seva obra: aquells interpretats en festivitats religioses del monestir, emparentats amb l'estètica italiana i més complexos en el literal i el musical; i els villancets de Nadal, contraris als anteriors, ja que s'acosten a les formes populars espanyoles.
Música teatral: servia per a entretenir els col·legials i seminaristes, i per això no hi trobem influència italiana sinó de nou formes espanyoles. Moltes de les obres escèniques utilitzen textos de Calderón de la Barca.
Música per a tecla: arriba a un lloc de primer ordre. Apartant-se del llenguatge italià, en crea un essencialment espanyol, incorporant-hi elements del folklore local. Fa servir en la seva obra per a tecla el llenguatge galant i clàssic, sobre sota Alberti, i en l'àmbit organístic es desenvolupa com un mestre contrapuntístic.
Música de cambra: aquestes peces s'allunyen del barroc i s'apropa de l'estil galant. L'obra consta de sis quintets, compostos per quatre cordes i un instrument de tecla, que van ser creats en la seva maduresa (1776). Els sis concerts per a dos orgues reuneixen característiques semblants a les de les sonates per a clavicèmbal, i no guarden relació amb el polifonisme.
Com a teòric va escriure un tractat sobre l'harmonia titulat Llave de la modulación y antigüedades de la Música, publicat per la comunitat jerònima de l'Escorial, a la qual està dedicat. Es divideix en dues parts en què parla de la teoria de la modulació, i reflexiona sobre la creació artística i el significat de les regles. Això és el més nou de la seva obra. A la segona part fa un examen acústic dels intervals i l'escala. Aquesta obra provocà una forta polèmica per part del mestre de capella i compositor figuerenc Joan Baptista Bruguera i Moreres, que era molt en contra d'aquesta obra.